# The Quintessence
The Quintessence – czwarty album studyjny polskiej grupy black metalowej Non Opus Dei. Wydawnictwo ukazało się 1 sierpnia 2006 roku nakładem wytwórni muzycznej Pagan Records. Nagrania zostały zarejestrowane w olsztyńskim Studio X w czerwcu 2005 roku we współpracy z producentem muzycznym Szymonem Czechem.

## Lista utworów
Opracowano na podstawie materiału źródłowego.
1. „21 XII 2004” (muz. i sł. Klimorh, V2, Gonzo) - 04:18
2. „Neither by Time Nor Space” (muz. i sł. Klimorh, V2, Gonzo) - 03:40
3. „Kolejny Obrót Koła” (muz. i sł. Klimorh, V2, Gonzo) - 03:33
4. „The Wordless Galactic Ceremony” (muz. i sł. Klimorh, V2, Gonzo) - 07:15
5. „Naga Matryca Życia i Śmierci” (muz. i sł. Klimorh, V2, Gonzo) - 02:54
6. „Oczy Tej Kobiety” (muz. Klimorh, V2, Gonzo, sł. Kazimierz Ratoń) - 03:29
7. „Energion: The Quintessence of the New Spirituality” (muz. i sł. Klimorh, V2, Gonzo) - 04:38
8. „Gdy Imperium Upada...” (muz. i sł. Klimorh, V2, Gonzo) - 02:02
9. „Das Ist Krieg” (muz. i sł. Klimorh, V2, Gonzo) - 01:30
10. „A Beauty Made of Steel” (muz. i sł. Klimorh, V2, Gonzo) - 02:55
11. „The Eternal Dance” (muz. i sł. Klimorh, V2, Gonzo) - 03:24
12. „To Stop the Everturning Wheel” (muz. i sł. Klimorh, V2, Gonzo) - 04:01
13. „Gdy Faun Poszedł na wojnę...” (muz. i sł. Klimorh, V2, Gonzo) - 02:55

## Twórcy
Opracowano na podstawie materiału źródłowego.
| - Klimorh – wokal prowadzący, gitara rytmiczna, gitara prowadząca - V2 – gitara rytmiczna, gitara prowadząca - Gonzo – perkusja | - Mark – instrumenty ludowe - Szymon Czech – inżynieria dźwięku - Smoku – okładka, oprawa graficzna, zdjęcia |